# Randy Newman
Pour les articles homonymes, voir Newman.
Pour son premier album, voir Randy Newman (album).
Randall Newman, dit Randy Newman, né le 28 novembre 1943 à Los Angeles, est un auteur-compositeur, chanteur et pianiste américain. Il est connu pour avoir contribué à de nombreuses musiques de film et génériques de séries télévisées. Il est reconnu comme compositeur et interprète de chansons, parfois satiriques et mordantes.
Connaissant un succès florissant dans les années 1970, Randy Newman n'hésite pas à rajouter des touches autobiographiques et des thèmes engagés dans les paroles de ses chansons. Une de ses plus célèbres ballades, Sail Away, va même jusqu'à critiquer les mœurs américaines, tout comme Short People, qui dénonce les moqueries à l'égard des personnes de petite taille. À partir des années 1980, il oriente sa carrière musicale vers la composition de musiques de films, entamant alors une grande collaboration avec le cinéma. Crédité au générique de films comme Ragtime, Le Meilleur, L'Éveil, Mon beau-père et moi, Pur Sang, la légende de Seabiscuit ou encore Jeux de dupes, Randy Newman s'impose surtout comme un compositeur de cinéma à part entière grâce à la relation qui le lie aux studios Disney-Pixar. Depuis, neuf longs métrages Pixar portent sa signature musicale : Toy Story, 1 001 pattes, Toy Story 2, Monstres et Cie, Cars, Toy Story 3, Monstres Academy, Cars 3 et Toy Story 4.
Récompensé à de multiples reprises, notamment par deux Oscars, trois Emmy Awards et cinq Grammy Awards, il a également été intronisé au Songwriters Hall of Fame en 2002. Son travail avec les studios Disney-Pixar lui a aussi permis de faire partie des Disney Legends depuis 2007.

## Biographie

### Les Newman: une famille de compositeurs
Randall Stuart Newman nait en 1943 à Los Angeles. Fils d'Adele (née Fox), secrétaire, et d'Irving George Newman, médecin, mais passe la majeure partie de sa jeunesse à La Nouvelle-Orléans. où il acquiert ainsi un accent sudiste avant de revenir vivre à Los Angeles. Il y est diplômé de l'University High School et s'intéresse de près à la musique. Ce choix n'est pas anodin sa famille baignant dans la musique depuis toujours. Trois de ses oncles paternels sont déjà de grands compositeurs pour Hollywood : Alfred Newman, en partie connu pour avoir signé le célèbre hymne de la 20th Century Fox, Lionel Newman, lauréat de l'Oscar de la meilleure musique de film en 1970 pour Hello, Dolly!, et Emil Newman, qui a conçu plus de 100 musiques de film entre les années 1930 et 1960. Suivront ensuite ses cousins Thomas et David, puis son neveu Joey, eux aussi compositeurs pour le cinéma d'animation.

### Les débuts d'un parolier caustique
Il est reconnu comme compositeur et interprète de chansons très originales, parfois acides. Parmi les plus connues : Sail Away, Birmingham, I Love L.A., Baltimore, Louisiana 1927.
Il se fait connaître tout d’abord avec le groupe Harpers Bizarre (en) (formé en 1963 et dissous en 1970), et leur succès de 1967 : 59th street bridge song, reprise de la chanson de Paul Simon Feelin’ Groovy et fait ensuite une carrière solo, avec un premier album en 1968 : Randy Newman creates something new under the sun. Sans être un succès commercial, de nombreux artistes reprennent ses chansons : Alan Price (pianiste du groupe anglais The Animals), Judy Collins, Van Dyke Parks, the Everly Brothers, Dusty Springfield.
En 1970, Harry Nilsson enregistre l’album Nilsson Sings Newman, avec Newman au piano, qui est apprécié par les critiques musicaux sans obtenir le succès musical espéré, malgré une reprise de Love Story figurant sur son premier disque.
Randy Newman ne connait guère plus de réussite auprès du grand public avec son second album 12 Songs sorti en 1970. Ses chansons assez sophistiquées, qui parlent notamment du racisme ou de la violence, ne sont pas dans le ton de l’époque. Son talent de compositeur est toutefois reconnu avec Mama told me not to come et Old Kentucky home. Pour ce second album, Randy Newman est accompagné d'excellents musiciens de studio comme Ry Cooder, Jim Gordon et Clarence White.
Newman obtient son premier succès commercial avec l’album Sail Away. De nombreuses chansons sont à nouveau reprises par d’autres interprètes comme Ray Charles (Sail Away) et Joe Cocker (You Can Leave Your Hat On).
Pour son album suivant, Good Old Boys, Newman compose des chansons sur le Sud des États-Unis, dans lesquelles il évoque notamment Lester Maddox (ancien gouverneur ouvertement ségrégationniste de Géorgie) : Rednecks. Dans Rednecks, il semble d'abord ironiser sur l'idéologie des petites gens du Sud, considérés comme racistes et stupides (« We're Rednecks, and we don't know our ass from a hole in the ground »), mais il révèle ensuite combien le Nord a durement traité les Noirs, de telle sorte qu'à la fin, on ne sait quel camp il faut choisir et de quelle « opinion » il se réclame (« Now your northern Nigger is a Negro… the north has set the Nigger free, yes he's free to be put in a cage in Harlem in New York City… »). L'album comporte des chansons plus légères (Rollin) ou tendres (Marie). C'est un succès commercial, l’album devenant n° 36 au Billboard.
Little Criminals est une réussite commerciale plus grande encore, l’album devenant n° 9, avec notamment Short People.

### Un artiste à part entière
En 1973, l'ex-Beatle Ringo Starr chante Have you seen my baby, composée par Randy Newman, dans l'album Ringo.
En 1983, il compose Trouble in Paradise qui connaît plus de succès que ses albums antérieurs, grâce notamment à I Love L.A.. Plus tard, en 1990, il adapte Faust de Goethe dans un album-concept (Randy Newman tient le rôle du diable) et un spectacle musical.
Il a donné son dernier concert en France le 28 février 2000 à La Cigale, à Paris.

## Cinéma
Ses oncles et cousins, du côté de son père, étaient eux-mêmes impliqués dans la musique de films. Il les imitera à partir de 1971 en composant la musique de nombreux films. Il se fit surtout connaitre dans ce domaine à partir de 1981 avec Ragtime de Miloš Forman. Suivront notamment L'Éveil de Penny Marshall, Maverick de Richard Donner et plusieurs films Disney.
Il fut sélectionné aux Academy Awards pour la musique de Toy Story en 1995. Sa première récompense ne vint qu'en 2002 avec l'Oscar de la meilleure chanson originale pour If I Didn't Have You dans le film Monstres et Cie.
En 1986, la reprise de You can leave your hat on par Joe Cocker illustre la célèbre scène du strip-tease que Kim Basinger fait pour Mickey Rourke dans 9 Semaines ½.
En 2006, la chanson Our Town écrite pour le dessin animé Cars et chantée par son ami James Taylor a été sélectionnée pour la catégorie meilleure chanson originale pour un film de cinéma ou de télévision, mais c'est la chanteuse Melissa Etheridge qui a remporté l'oscar pour sa chanson dans le film Une vérité qui dérange de l'ancien candidat aux présidentielles américaines Al Gore.
Une de ses chansons, Big Hat, No Cattle, a plus récemment été utilisée dans Jurassic Park 3, pour la musique du bar où le professeur Alan Grant et les kurby se rencontrent pour « survoler » l'île.
En plus des musiques de film, il a aussi écrit une chanson pour la série télévisée Monk, It's a Jungle out There (utilisée à partir de la saison 2) et récompensée en 2004 par le Emmy Award du meilleur Thème musical.
Il a aussi repris la chanson Little Boxes de Malvina Reynolds pour la série télévisée Weeds dans l'épisode 1 de la 3e saison.
Un de ses titres I love L.A a fait partie du film Bean, le film le plus catastrophe ainsi que du film Y a-t-il un flic pour sauver la reine?. Il fait également office de générique de fin du film Volcano avec Tommy Lee Jones en tête d'affiche.
En 2011, il est récompensé pour la deuxième fois de l'Oscar de la meilleure chanson originale pour We Belong Together écrite et composé pour le film d'animation Toy Story 3.

## Dans la culture populaire
Il a fait diverses apparitions :
- dans le troisième épisode de la deuxième saison de la série animée Les Griffin intitulé Da Boom.
- dans l'épisode 21 de la saison 3 de la série télévisée Ally McBeal, il joue son propre rôle. Il joue du piano et chante dans le bar où se réunissent les héros de la série[9].
- Dans le film Everything Everywhere All at Once, Randy Newman fait un caméo vocal en interprétant Ratontouille (Raccacoonie en version originale), un raton laveur contrôlant un jeune chef en tirant sur ses cheveux, dans un univers parallèle parodiant le film d’animation Ratatouille.

## Discographie

### Albums studio
- 1968 : Randy Newman
- 1970 : 12 Songs
- 1972 : Sail Away
- 1974 : Good Old Boys
- 1977 : Little Criminals
- 1979 : Born Again
- 1983 : Trouble in Paradise
- 1988 : Land of Dreams
- 1999 : Bad Love
- 2008 : Harps And Angels
- 2017 : Dark Matter

### Albums hommages
- 1970 : Nilsson Sings Newman par Harry Nilsson
- 1993 : Mathilde Santing sings Randy Newman (Texas Girl & Pretty Boy) par Mathilde Santing
- 1995 : Schuldig - Heli Deinboek singt Randy Newman par Heli Deinboek

#### Compilations et coffrets
- 1987 : Lonely at the Top: The Best of Randy Newman
- 1998 : Guilty: 30 Years of Randy Newman
- 2001 : The Best of Randy Newman
- 2003 : The Randy Newman Songbook Vol. 1
- 2011 : The Randy Newman Songbook Vol. 2
- 2016 : The Randy Newman Songbook Vol. 3

## Filmographie

### En tant qu'acteur
| Année | Film ou série télévisée                                                | Rôle                                   |
| ----- | ---------------------------------------------------------------------- | -------------------------------------- |
| 1970  | Liza                                                                   | Lui-même                               |
| 1981  | Private Schulz                                                         | Le pianiste à Bordello                 |
| 1985  | Tall Tales & Legends                                                   | Le narrateur                           |
| 1986  | Trois Amigos!                                                          | Singing Bush (voix)                    |
| 1986  | Tall Tales & Legends - My Darlin' Clementine                           | Le Narrateur                           |
| 1995  | The Hollywood Soundtrack Story                                         | Invité                                 |
| 1998  | Babe, le cochon dans la ville                                          | Le pianiste des ballades (non crédité) |
| 1997  | Troisième planète après le soleil - A Nightmare on Dick Street: Part 1 | Lui-même (non crédité)                 |
| 2000  | Ally McBeal                                                            | Lui-même                               |
| 2008  | Jeux de dupes                                                          | Le pianiste dans le bar                |
| 2009  | La Princesse et la Grenouille                                          | Cousin Randy (voix)                    |
| 2022  | Everything Everywhere All at Once                                      | Ratontouille (voix)                    |

### En tant que scénariste
- 1986 : Trois Amigos!, en collaboration avec Lorne Michaels et Steve Martin

## Distinctions sélectives

### Récompenses
- 1981 - Los Angeles Film Critics Association : Meilleur musique pour Ragtime
- 1985 - Grammy Awards : Meilleure musique instrumentale pour Le Meilleur
- 1990 - ASCAP Film and Television Music Awards : Meilleur film au box-office pour Portrait craché d'une famille modèle
- 1991 : Primetime Emmy Awards : Réalisation exceptionnelle en musique et en paroles pour l'épisode pilote de Cop Rock
- 1995 - ASCAP Film and Television Music Awards : Meilleur film au box-office pour Maverick
- 1996 - ASCAP Film and Television Music Awards : Prix Henry Mancini
- 1996 - ASCAP Film and Television Music Awards : Meilleur film au box-office pour Toy Story
- 1996 - Annie Awards : Meilleure réalisation individuelle: musique pour Toy Story
- 1997 - Annie Awards : Meilleure réalisation individuelle: musique dans un long métrage / production vidéo à domicile pour Dany, le chat superstar
- 1998 - International Film Music Critics Association : Prix FMCJ pour la meilleure musique originale pour un film comique dans 1 001 Pattes
- 1999 - Online Film Critics Society Awards : Meilleure musique originale pour Pleasantville
- 2000 - Grammy Awards : Meilleure musique instrumentale pour 1 001 Pattes
- 2000 - ASCAP Film and Television Music Awards : Meilleur film au box-office pour Toy Story 2
- 2000 : Annie Awards : Réalisation individuelle exceptionnelle pour la musique dans une production de long métrage d'animation pour Toy Story 2
- 2001 - Festival international du film de Palm Springs 2001 : Prix Frederick Loewe pour la composition de films
- 2001 - Grammy Awards : Meilleure chanson originale pour When She Loved Me pour Toy Story 2
- 2001 - ASCAP Film and Television Music Awards : Meilleur film au box-office pour Mon beau-père et moi
- 2002 - Oscars : Oscar de la meilleure chanson originale pour If I Didn't Have You dans Monstres et Cie
- 2002 - World Soundtrack Awards : Meilleure chanson originale écrite pour un film pour Monstres et Cie
- 2002 - ASCAP Film and Television Music Awards : Meilleur film au box-office pour Monstres et Cie
- 2003 - Grammy Awards : Meilleure chanson originale pour If I Didn't Have You dans Monstres et Cie
- 2004 - Online Film & Television Association : OFTA Film Hall of Fame pour Behind the Scenes
- 2004 - ASCAP Film and Television Music Awards : Meilleur film au box-office pour Pur Sang, la légende de Seabiscuit
- 2004 : Primetime Emmy Awards : Musique du thème du titre principal exceptionnel pour Monk
- 2005 - ASCAP Film and Television Music Awards : Top série télévisée pour Monk
- 2005 - ASCAP Film and Television Music Awards : Meilleur film au box-office pour Mon beau-père et moi
- 2006 - World Soundtrack Awards : Meilleure chanson originale écrite pour un film pour Our Town dans Cars
- 2007 - Grammy Awards : Meilleure chanson originale pour Our Town dans Cars
- 2007 - ASCAP Film and Television Music Awards : Meilleur film au box-office pour Cars
- 2007 : Annie awards : Meilleure musique dans une production de long métrage d'animation pour Cars
- 2010 - BMI Film & TV Awards : Musique de film pour La Princesse et la Grenouille
- 2010 - Black Reel Awards : Meilleure chanson pour Almost There dans La Princesse et la Grenouille
- 2010 - ASCAP Film and Television Music Awards : Meilleurs films au box-office pour La Princesse et la Grenouille
- 2010 - Primetime Emmy Awards : Musique et paroles originales exceptionnelles pour When I'm Gone dans Monk
- 2011 - World Soundtrack Awards : Meilleure chanson originale écrite pour un film pour We Belong Together dans Toy Story 3
- 2011 - Oscars : Meilleure chanson pour We Belong Together dans Toy Story 3
- 2011 - Online Film & Television Association : Meilleure musique, partition originale pour We Belong Together dans Toy Story 3
- 2011 - Grammy Awards 2011 : Meilleure bande originale pour Toy Story 3
- 2011 - ASCAP Film and Television Music Awards : Meilleurs films au box-office pour Toy Story 3
- 2014 - ASCAP Film and Television Music Awards : Meilleurs films au box-office pour Monstres Academy
- 2018 - Grammy Awards : Meilleur arrangement, instrumental et vocal pour la chanson Putin
- 2019 - New York Film Critics Circle Awards : Prix spécial
- 2019 - Hollywood Film Awards : Compositeur de l'année pour Marriage Story
- 2019 : Greater Western New York Film Critics Association Awards : Meilleur partition pour Marriage Story
- 2020 - Iowa Film Critics Association : Prix Iowa Film Critics pour la meilleure chanson dans Toy Story 4

Le 2 juin 2010, Randy Newman reçoit son étoile au Hollywood Walk of Fame au 6667 Hollywood Blvd. dans la catégorie cinéma.

### Nominations
- Golden Globes 2020 : Meilleure musique de film pour Marriage Story
- Oscars 2020 : 
  - Meilleure musique de film pour Marriage Story
  - Meilleure chanson originale : I Can't Let You Throw Yourself Away dans Toy Story 4

### Autres sources
1. ↑  (en) « Randy Newman Disney Legend », sur Legends.disney.go.com (consulté le 24 avril 2011).
2. ↑  (en) Timothy White, « Randy Newman – The Century Award », Billboard,‎ 9 décembre 2000 (lire en ligne).
3. ↑  Hoskyns 2011, p. 133
4. 1 2  Bruno Pfeiffer, « Ses notes salées », sur Next Liberation.fr, 13 juin 2011 (consulté le 23 octobre 2011).
5. ↑  Hoskyns, Esquié, Delmas 2010, p. 83
6. ↑  (en) « Lionel Newman, 73, Winner of an Oscar As a Film Composer », sur NYTimes.com, 8 février 1989 (consulté le 23 octobre 2011).
7. ↑  (en) « Emil Newman », sur IMDB.com (consulté le 23 octobre 2011).
8. ↑  (en) « Billboard Chart History of Randy Newman ».
9. ↑  « Ally McBeal : Ally McBeal : The Musical, Almost », sur TV.com (consulté le 25 août 2020).